# Beighton (Norfolk)
Beighton – wieś w Anglii, w hrabstwie Norfolk, w dystrykcie Broadland. Leży 15 km na wschód od Norwich i 167 km na północny wschód od Londynu.
Miejscowość liczy 412 mieszkańców.